# Yalve Sanga
Yalve Sanga es una localidad del Departamento de Boquerón, ubicada en el kilómetro 427 de la ruta PY09 "Transchaco", a unos 429 km de Asunción.
Administrativamente forma parte del distrito de Loma Plata, ubicado a 30 km de distancia.

## Demografía
Sus pobladores en su mayoría son indígenas de las etnias Enlhet y Nivaclé o Chulupí, además de criollos y menonitas.

## Infraestructura
En el poblado se encuentra un colegio para estudiantes indígenas y un centro de salud que atiende a pacientes de comunidades indígenas del Chaco central.